# Pedofilia
Los términos paidofilia y pedofilia se usan en las ciencias de la salud para referirse a una parafilia que consiste en la excitación o el placer sexual que obtiene una persona adulta al tener fantasías sexuales con niños (infantes y preadolescentes). Aunque las niñas suelen comenzar el proceso de la pubertad a los 8 o 10 años, y los niños a los 11 o 12 años, el criterio de corte para la pedofilia se extiende hasta las edades de 13 años, es decir, la prepubescencia. Los adultos atraídos por menores pospúberes de 13 a 17 años son considerados efebófilos.
En estudios sobre pedofilia se suele considerar el rango de atracción entre los 6 a los 14 años de edad, y no se tienen en cuenta los casos aislados de niñas mayores de 13 o niños mayores de 15 años que aún no hayan llegado a la pubertad.
La pedofilia es un rasgo multifactorial de la personalidad, y se compone de aspectos mentales, institucionales, de actividad, de educación sexual, de violencia y de control de las pulsiones, entre otros. En este sentido, se suelen distinguir dos tipos de pedofilia: una primaria o esencial, muy arraigada en el sujeto, y otra secundaria (u otras), que aparecería motivada por factores circunstanciales.
Las conductas pedófilas son muy heterogéneas, desde casos inofensivos, hasta aquellos en que alcanzarían niveles que rozan lo criminal. Se puede decir que la pedofilia es una condición de salud mental mientras no existe abuso físico de un(a) menor. A la actividad sexual de una persona adulta con un menor prepubescente, de 13 años o menos se la conoce con el nombre de pederastia o abuso sexual infantil (palabra que, etimológicamente, significa lo mismo que pedofilia).
En el uso popular, la palabra pedofilia se suele aplicar a cualquier interés sexual en los niños o el acto de abuso sexual infantil. Este uso confunde la atracción sexual hacia los niños prepúberes con el acto de abuso sexual infantil, y no distingue entre la atracción a prepúberes y púberes o post-púberes menores de edad. Los investigadores recomiendan que se eviten estos usos imprecisos ya que si bien las personas que cometen abuso sexual infantil a veces presentan el trastorno, los abusadores sexuales de niños no son pedófilos a menos que tengan un interés sexual primario o exclusivo en los niños prepúberes, y la literatura indica la existencia de pedófilos que no abusan de los niños.

## Etimología
Etimológicamente, la palabra deriva del término griego παιδοφιλια, paidophilia, y este de παις-παιδος, páis-paidós, «muchacho» o «niño», y φιλíα filía, «amistad». Paidophilia fue acuñada por los poetas griegos como un sustituto de «paiderastia» (pederastia), o viceversa.
Se considera que paidofilia es un término etimológicamente más correcto que pedofilia, si bien esta segunda forma se usa más. En relación con la atracción hacia los adolescentes, también suele emplearse el término «hebefilia» o «efebofilia».

## Datos históricos

### Grecia

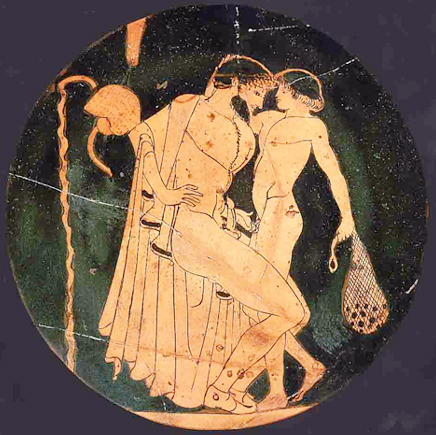
Arte que retrata pedofilia en la antigua Grecia

En la antigua Atenas, la relación sexual entre un adulto y un joven púber se denominaba pederastia, y se consideraba como un elemento más en la relación entre un docente y su discípulo: consideraban que el amor entre ambos favorecía la transmisión del saber y de las leyes ciudadanas. Por el contrario, el sexo con sujetos prepúberes, denominado pedofilia, era castigado con condenas que podían llegar a la pena de muerte.

### Roma antigua
En la Roma antigua, por su parte, la pederastia estaba muy difundida, pero sin las justificaciones de los griegos, y la pedofilia era también condenada.
Con todo, simultáneamente había puntos de vista de tipo moral-psicológico que condenaban cualquier tipo de contacto sexual entre adultos y menores; así, por ejemplo, Platón o Suetonio.[cita requerida]

### R. F. von Krafft-Ebing: El términopaedophilia erotica
El término paedophilia erotica fue acuñado en 1886 por el psiquiatra vienés Richard von Krafft-Ebing, en su trabajo Psychopathia Sexualis, en el que lo describió como el interés sexual dirigido solo hacia jóvenes prepubescentes, sin incluir a adolescentes, un interés que desaparecería con la aparición de los primeros signos de vello púbico.
A los adultos que manifestaban esta tendencia, Krafft-Ebing los clasificó en tres grupos:
- pedófilos;
- de sustitución, esto es, cuando los jóvenes prepubescentes son vistos como objetos que sustituyen a un objeto adulto que es el preferido pero que no está disponible;
- sádicos.

### SiglosXIXyXX
La pedofilia fue reconocida formalmente por primera vez y nombrada en el siglo XIX. Una cantidad significativa de investigación en el área ha tenido lugar desde la década de 1980. Aunque en su mayoría documentado en hombres, también hay mujeres que presentan el trastorno, y los investigadores suponen que las estimaciones disponibles no representan el verdadero número de pedófilas femeninas. No hay cura para la pedofilia desarrollada, pero hay tratamientos que pueden reducir la incidencia de una persona que comete el abuso sexual infantil. Las causas exactas de la pedofilia no se han establecido de forma concluyente. Algunos estudios de pedofilia en los delincuentes sexuales de niños lo han correlacionado con diversas anomalías neurológicas y patologías psicológicas. En los Estados Unidos, después de Kansas v. Hendricks, los delincuentes sexuales que son diagnosticados con ciertos trastornos mentales, especialmente la pedofilia, pueden estar sujetos a un compromiso civil indefinido.

## La pedofilia como parafilia

### Caracterización del pedófilo
La pedofilia emerge antes o durante la pubertad, y es estable en el tiempo. Es autodescubierta, no elegida. Por estas razones, la pedofilia ha sido descrita como un trastorno de la preferencia sexual, fenomenológicamente similar a una orientación sexual heterosexual u homosexual. Estas observaciones, sin embargo, no excluyen la pedofilia del grupo de los trastornos mentales debido a que los actos de pedofilia causan daño, y los pedófilos, a veces, pueden ser ayudados por profesionales de salud mental para abstenerse de actuar sobre sus impulsos pero estos tratamientos no tienen alta tasa de éxito para que cambien su conducta.
La psiquiatría considera la pedofilia como una parafilia. Los pedófilos, desde esta perspectiva, son: 

Sujetos con una orientación libidinosa dirigida primariamente a niños, sin apenas interés por los adultos, y con conductas compulsivas no mediatizadas por situaciones de estrés.

Sin embargo, no hay acuerdo sobre que la pedofilia sea una orientación sexual. Por ejemplo, la Asociación Americana de Psiquiatría (American Psychiatric Association) no la considera una orientación sexual. La cuarta edición revisada del Manual diagnóstico y estadístico de los trastornos mentales de la Asociación Americana de Psiquiatría describe con tres rasgos un diagnóstico estándar del pedófilo, basándose en 3022 casos de pedofilia:
- Experimentación, durante un periodo de al menos seis meses, de fantasías sexuales intensas o recurrentes, o de impulsos sexuales, o de necesidad de actividad sexual, en donde el objeto de atención es uno o varios niños prepubescentes (generalmente, menores de catorce años);
- O bien dichos impulsos solo repercuten en la esfera sexual del individuo, o bien le provocan ansiedad o dificultades interpersonales;
- El individuo tiene diecisiete años o más y ha de ser por lo menos seis años mayor que el niño por el que muestra su atracción.

La materialización de la pedofilia (también llamada pederastia) puede ser de varias formas; la atracción erótica que algunos pedófilos sienten por los niños no se traduce necesariamente en actos sexuales completos. El pedófilo puede limitarse a desnudar al niño y a mirarlo, a exhibirse, a masturbarse en su presencia, a tocarlo con delicadeza y a acariciarlo. Puede convencer al niño para que a su vez lo toque y así sucesivamente.
Cognitivamente, el pedófilo se caracteriza por no considerar inapropiada su tendencia o conducta, por lo que no suele presentar sentimientos de culpa o vergüenza; en ocasiones, incluso, apelan a la seducción del niño como causa de la misma o a que su comportamiento se puede entender como una forma de educación sexual de los niños.
La personalidad del pedófilo es polimorfa. Se pueden distinguir dos grandes tipos de pedófilos: los primarios y los secundarios o situacionales:
- Los primarios muestran una inclinación sexual casi exclusiva por los niños y su conducta compulsiva es independiente de su situación personal. Se trata, clínicamente, de pedófilos en un sentido estricto del término que presentan unas distorsiones cognitivas específicas: consideran su conducta sexual como apropiada (no se sienten culpables ni avergonzados), planifican sus acciones, pueden llegar a atribuir su conducta a un efecto de la seducción por parte del menor o pueden justificarla como un modo de educación sexual para este.

- En cuanto a los secundarios o situacionales, estos se caracterizan porque su conducta viene inducida por una situación de soledad o estrés (en estos casos, la experimentación de relaciones sexuales con niños suele ser un medio de compensar la baja autoestima o de liberarse de cierta hostilidad). No son estrictamente pedófilos, en tanto que su inclinación natural es hacia los adultos, con los que mantienen normalmente relaciones problemáticas (impotencia ocasional, tensión de pareja...); solo recurren excepcionalmente a los niños y lo hacen de forma compulsiva, percibiendo su conducta como anómala y sintiendo posteriormente culpa y vergüenza.

Otra clasificaciónerror en la cita, pp. 89 y 89 distingue tres categorías principales de pedófilos:
- Los ansiosos-resistentes, caracterizados por su escasa autoestima que les lleva a buscar constantemente la aprobación de los demás; dado que no consiguen establecer relaciones emocionales con los adultos, se centran en los niños, con los que aumenta su seguridad. En principio, su relación no es sexual, pero la dependencia afectiva puede generarla.
- Los evitadores-temerosos, caracterizados por su gran deseo de contacto con los adultos pero a los que el miedo al rechazo los paraliza. Se centran entonces en los niños y su actitud es poco empática y tienden al uso de la fuerza.
- Los evitadores-desvalorizadores, caracterizados como obsesionados con la independencia y la autonomía emocional; buscan relaciones fugaces e impersonales en las que no es infrecuente el comportamiento coercitivo violento o sádico.

### Necesidades emotivas de los pedófilos
La casuística clínica ha evidenciado el tipo de necesidades emotivas que la práctica pedófila puede satisfacer en los afectados:
- en primer lugar, se trata de casi el único modo de alcanzar para ellos la excitación sexual;
- en segundo lugar, les permite sentirse poderosos a través del control ejercido sobre el niño, algo más complicado que si se tratase de adultos;
- en tercer lugar, y como consecuencia de lo anterior, les sirve para aumentar su autoestima;
- en cuarto lugar, al repetir escenas traumáticas vividas por ellos (en los casos en los que se hayan dado), el contacto pedófilo les permite superar sus propios traumas personales y tomarse una especie de revancha al situarse ahora ellos en la posición dominante;
- en quinto lugar, todo el proceso de su relación con niños consigue para el pedófilo consolar sus privaciones de competencia social o de cohibición en la relación con los adultos; se trata, pues, no solo de algo relacionado con su vida sexual sino con la propia realización como persona. En este sentido, en determinados casos en que la relación entre el pedófilo y el menor se prolonga en el tiempo, puede haber por parte del adulto un enamoramiento real con esa persona a la que él considera como su joven pareja, sobre todo cuando esta se halla en la edad de paso entre la infancia y la pubertad.[29]

### Causas
No existe consenso entre los especialistas respecto del origen de la pedofilia.
Pero se especula que:

Los pedófilos tendrían una personalidad inmadura, problemas de relación o sentimientos de inferioridad que no les permitirían mantener una relación amorosa adulta e "igualitaria": individuos con trastornos narcisistas y frágil autoestima se concentran en los niños porque pueden controlarlos y dominarlos y, con ellos, no tienen sentimientos de inadecuación.

Algunos especialistas sugieren que

El origen de esta tendencia anómala puede estar relacionado con el aprendizaje de actitudes extremas negativas hacia la sexualidad o con el abuso sexual sufrido en la infancia, así como con sentimientos de inferioridad o con la incapacidad para establecer relaciones sociales y sexuales normales.

Otros autores consideran que la pedofilia deviene de una experimentación permanente del propio periodo infantil por parte del individuo, idealizando el cuerpo y la belleza de esa etapa y tratando además de evocar el tratamiento que en relación con estos aspectos recibieron de pequeños. En consecuencia,

el erotismo con los niños puede comportar (...) la fantasía inconsciente de fusión con un objeto ideal, la reestructuración con un ego joven e idealizado.

A todo esto se añade que los pedófilos encuentran también placer en la intrínseca transgresión que supone su tendencia y actos, y en las actividades que realizan para llevar a cabo sus contactos con niños: localización, planificación, seguimiento, aproximaciones, etc.
Igualmente, se aduce la posibilidad de la existencia de trastornos de personalidad como factores importantes: deficiencias en el control de los impulsos y en la imagen personal, tanto por una educación sexual negativa y culpabilizadora como por unos modelos familiares no adecuados.

### Tratamiento del pedófilo
Las terapias dirigidas a los pedófilos son, por lo general, las mismas que se emplean con los pacientes que presentan parafilias, es decir, tratamientos de carácter psicológico y farmacológico. Desde el punto de vista psicológico, algunos estiman útil una aproximación analítica, es decir, la exploración del inconsciente para comprender por qué se ha creado en la infancia y luego ha arraigado esta inclinación sexual. Otros, en cambio, prefieren trabajar sobre el síntoma a través de una terapia conductual, cuyo objeto es inducir un cambio en los gustos y costumbres. Algunos otros consideran verdaderamente eficaces sólo las terapias a base de fármacos.

El tratamiento farmacológico tiende bien a intentar reducir el impulso sexual durante el periodo de administración del mismo, bien a reorientar este impulso hacia formas aceptables.
Dado que en muchas ocasiones el pedófilo está obsesionado por su inclinación, en el sentido de pensar y elaborar continuamente estrategias para conseguir sus contactos con los niños, se piensa que puede ser productivo para él un periodo largo de calma y reflexión, esencial, precisamente, para revisar sus costumbres, modos de pensar, etc.

## Efebofilia
La efebofilia es la condición en la cual personas adultas experimentan atracción sexual hacia adolescentes. Por lo general ubicándose entre los 14 años para las niñas y los 15 para los niños hasta los 19 años en general.
Por definición, este término no es sinónimo de pedofilia y muchas personas suelen confundirlo a pesar de su diferente significado. No obstante, en los países occidentales se ha usado con frecuencia la palabra pedofilia para referirse a la efebofilia cuando ésta es ilegal, o sea, para referirse a la atracción sexual hacia cualquier persona cuya edad sea menor a la edad de consentimiento sexual. 
Debido a que cada cultura y estado define una edad de consentimiento sexual mínima diferente, la ilegalidad del término varía. Por ejemplo, en diferentes naciones musulmanas es aceptado a veces el matrimonio entre adolescentes o entre adultos y adolescentes, e incluso entre adultos y niños.[cita requerida]
Debido a que de país en país varían las normas para establecer la edad mínima legal en que un adolescente puede sostener relaciones sexuales voluntariamente con un adulto, la efebofilia no es un concepto estandarizado, así por ejemplo, en Argentina los 14 años es la edad mínima para la mayoría sexual y en España son los 16, mientras en Costa Rica los 15 años. Además, algunos países establecen edades de consentimiento diferentes para las relaciones heterosexuales y para las homosexuales.
En México y Estados Unidos la edad de consentimiento varía, dependiendo de los Estados, entre los 16 y los 18 años.
Aún en las jurisdicciones donde es ilegal sostener relaciones sexuales con menores de 19 años bajo el concepto de adolescencia de Erikson, abarcando la adolescencia entre los 12 y los 21 años, aún en estos lugares sería legal sostener relaciones sexuales con adolescentes en su etapa más tardía (20 a 21 años) o post-tardía (21 a 24 años).
Mientras que la terapeuta Karen Franklin considera que la efebofilia es una preferencia sexual natural y que una gran mayoría de hombres adultos sienten atracción por mujeres adolescentes (por lo general menores de 25 años), por lo que no puede ser equiparado con la pedofilia, que es claramente un trastorno sexual, otros como Ray Blanchard consideran que la efebofilia debería incluirse dentro de los trastornos sexuales en el DSM-V.

## Hebefilia
La hebefilia es la atracción hacia menores cuyo físico corresponde más bien al de una o un preadolescente (niña, niño puberta) se le conoce como la atracción hacia individuos o pubescentes jóvenes usualmente entre los 10 y 13 años de edad, también es conocido como complejo de Lolita.

## Infantofilia
La infantofilia es la condición en la cual personas adultas experimentan atracción sexual hacia niños de entre 0 y 5 años.

## Regulación jurídica
La mayor parte de los países conservan un derecho penal de acto por lo que se castiga la violación y por ende, la pederastia, es decir, el acto de abusar sexualmente de un niño, y no la mera tendencia sexual pedófila. Por ello, un acto de abuso sexual infantil no es calificado como tal por las leyes. Sin embargo, en algunos códigos penales sí se contemplan delitos que castigan dicha conducta.

- 189.2. El que para su propio uso posea material pornográfico en cuya elaboración se hubieran utilizado menores de edad o incapaces, será castigado con la pena de tres meses a un año de prisión o con multa de seis meses a dos años.
- 189.7. Será castigado con la pena de prisión de tres meses a un año o multa de seis meses a dos años el que produjere, vendiere, distribuyere, exhibiere o facilitare por cualquier medio material pornográfico en el que no habiendo sido utilizados directamente menores o incapaces, se emplee su voz o imagen alterada o modificada.

Pese a lo anterior, es frecuente que algunos periódicos y otros medios hagan uso de términos como «acusado de pedofilia» o «pedófilo convicto» en referencia a individuos acusados o convictos por abuso sexual infantil e incluso otros términos como «pedófilo en serie». Sin embargo, pederastia se utiliza de forma preferente en el sentido de delito, y menos frecuentemente como enfermedad; en la prensa se habla de «delitos de pederastia», «condenado a 40 años por pederastia», «acusado de pederastia» y «red de pederastia». Esta preferencia de emplear pedofilia para referirse a la atracción sexual o la enfermedad puede deberse al hecho de que este término es actualmente el más utilizado en psiquiatría para designar el trastorno mental y, por influencia médica, es la palabra escogida por los periodistas para hablar en términos psiquiátricos.
El Código penal argentino es conteste con las legislaciones que reprimen los actos de pederastia y en su artículo 119 describe con precisión la conducta pederastia:

- Art. 119.- Será reprimido con reclusión o prisión de seis meses a cuatro años el que abusare sexualmente de persona de uno u otro sexo, cuando ésta fuera menor de trece años o cuando mediare violencia, amenaza, abuso coactivo o intimidatorio de una relación de dependencia, de autoridad, o de poder, o aprovechándose de que la víctima por cualquier causa no haya podido consentir libremente la acción.

Y continúa:

La pena será de cuatro a diez años de reclusión o prisión cuando el abuso, por su duración o circunstancias de su realización, hubiere configurado un sometimiento sexual gravemente ultrajante para la víctima.-
La pena será de seis a quince años de reclusión o prisión cuando mediando las circunstancias del primer párrafo hubiere acceso carnal por cualquier vía.-
En los supuestos de los dos párrafos anteriores, la pena será de ocho a veinte años de reclusión o prisión si:
a) Resultare un grave daño en la salud física o mental de la víctima,
b) El hecho fuere cometido por ascendiente, descendiente, afín en línea recta, hermano, tutor, curador, ministro de algún culto reconocido o no, encargado de la educación o de la guardia,
c) El autor tuviere conocimiento de ser portador de una enfermedad de transmisión sexual grave, y hubiere existido peligro de contagio,
d) El hecho fuere cometido por dos o más personas, o con armas.-
e) El hecho fuere cometido por personal perteneciente a las fuerzas policiales o de seguridad, en ocasión de sus funciones.-
f) El hecho fuere cometido contra un menor de dieciocho años, aprovechando la situación de convivencia preexistente con el mismo.-
En el supuesto del primer párrafo, la pena será de tres a diez años de reclusión o prisión si concurren las circunstancias de los incisos a), b), d), e), ó f).

## Pedofilia y activismo
Alrededor de la década de 1960, surgieron organizaciones diversas de activismo pedófilo. Algunas de ellas sostienen, entre otras cosas, que es necesario una disminución (o abolición) de la edad de consentimiento sexual, o la legalización de la posesión de pornografía infantil. Jean-Paul Sartre, Simone de Beauvoir, Michel Foucault y Jacques Derrida, entre otros, firmaron una petición al parlamento francés que hubiese permitido la pedofilia con niños "de 12 y 13 años". Foucault declaró en 1978 que es «intolerable» alegar que «un niño es incapaz de explicar lo que ocurrió e incapaz de consentir» al sexo con adultos.
Otras organizaciones pedófilas, en cambio, rechazan estos reclamos y proponen el reconocimiento de la diferencia existente entre pedofilia (atracción involuntaria hacia niños) y abuso sexual infantil, la existencia de pedófilos que no abusan ni desean abusar de niños, y la carencia de ayuda social para aquellos que no busca relaciones sexuales con niños.

### Día de la Pedofilia
Desde 1997, adultos que buscan poder tener relaciones sexuales consensuadas con menores de edad conmemoran cada 24 de junio lo que denominan "Día del Orgullo Pedófilo".